# Łyczyn (Grande-Pologne)
Łyczyn est une localité polonaise de la gmina de Stawiszyn, située dans le powiat de Kalisz en voïvodie de Grande-Pologne.